# Oltrepò Pavese Pinot grigio
Oltrepò Pavese Pinot grigio è la denominazione di origine controllata di un vino rosso prodotto in provincia di Pavia.

## Zona di produzione
La zona di produzione delle uve fa parte della fascia vitivinicola collinare dell'Oltrepò Pavese in provincia di Pavia e si estende su numerosi comuni.
- Per l'intero territorio: Borgo Priolo, Borgoratto Mormorolo, Bosnasco, Calvignano, Canevino, Canneto Pavese, Castana, Cecima, Godiasco, Golferenzo, Lirio, Montalto Pavese, Montecalvo Versiggia, Montescano, Montù Beccaria, Mornico Losana, Oliva Gessi, Pietra de' Giorgi, Rocca de' Giorgi, Rocca Susella, Rovescala, Ruino, San Damiano al Colle, Santa Maria della Versa, Torrazza Coste, Volpara, Zenevredo.
- Per parte del territorio: Broni, Casteggio, Cigognola, Codevilla, Corvino San Quirico, Fortunago, Montebello della Battaglia, Montesegale, Ponte Nizza, Redavalle, Retorbido, Rivanazzano, Santa Giuletta, Stradella, Torricella Verzate.

## Storia
Una testimonianza della presenza della vite viene fornito dal tralcio di vite trovato nei pressi di Casteggio.
Strabone, nel I secolo A.C., attribuì all'Oltrepò Pavese l'invenzione della botte, descrivendola di dimensioni gigantesche; nel XVI secolo Andrea Bacci descrisse i vini dell'Oltrepò come "eccellentissimi".

## Tecniche di produzione
I vigneti possono venire iscritti all'albo della DOC anche se collocati bei fondovalle o in pianura. La forma di allevamento prevista è la controspalliera. 
Le operazioni di cantina devono essere effettuate nella zona di produzione, ma sono previste autorizzazioni singole limitatamente all'intera provincia di Pavia e nelle frazioni di Vicobarone e Casa Bella di Ziano Piacentino in provincia di Piacenza.
È ammessa la vinificazione congiunta o disgiunta delle uve di vitigni diversi. Non vi sono restrizioni rispetto la capacità dei recipienti.

## Disciplinare
La DOC è stata approvata con DPR 6.08.70 G.U. 273 come tipologia della DOC Oltrepò Pavese

È stata scorporata come denominazione autonoma con DM 3.08.2010 G.U. 193

Successivamente il disciplinare ha subito le seguenti modifiche:
- DM 3.11.2010 G.U. 269
- DM 30.11.2011 pubblicato sul sito ufficiale del Mipaaf

La versione in vigore è stata approvata con DM 7.03.2014 pubblicato sul sito ufficiale del Mipaaf

## Tipologie
È prevista anche la tipologia "frizzante", per la quale il titolo alcolometrico effettivo non può essere inferiore a 10,50 % vol.

### Oltrepò Pavese Pinot grigio
| uvaggio                        | Pinot grigio: minimo 85%; Pinot nero e altri vitigni a bacca bianca: massimo 15%% |
| titolo alcolometrico minimo    | 11,00%                                                                            |
| acidità totale minima          | 4,50 g/l.                                                                         |
| estratto secco minimo          | 14,00 g/l                                                                         |
| resa massima di uva per ettaro | 150 q.                                                                            |
| resa massima di uva in vino    | 70%                                                                               |